# Ljung, Linköpings kommun
Ljung är kyrkbyn i Ljungs socken i Linköpings kommun i Östergötlands län. Den ligger söder om Motala ström, öster om Ljungs slott.
I orten ligger Ljungs kyrka.